# Sophronica rufina
Sophronica rufina är en skalbaggsart som beskrevs av Stefan von Breuning 1981. Sophronica rufina ingår i släktet Sophronica och familjen långhorningar. Inga underarter finns listade i Catalogue of Life.